# If You Say the Word
«If You Say the Word» és una cançó de la banda de rock britànica Radiohead, publicada en format de descàrrega digital el 7 de setembre de 2021 com a primer senzill de la compilació Kid A Mnesia.
Fou enregistrada durant les sessions que van realitzar per gravar els àlbums Kid A (2000) i Amnesiac (2001), però finalment no va entrar en la llista de cançons de cap d'aquests treballs i es va mantenir sense publicar fins al 2021.
El 23 de setembre de 2021 van llançar el videoclip de promoció de la cançó, dirigit per Kasper Häggström.

## Llista de cançons
| Núm. | Títol                 | Durada |
| ---- | --------------------- | ------ |
| 1.   | «If You Say The Word» | 4:22   |

## Crèdits
Radiohead
- Colin Greenwood
- Jonny Greenwood
- Ed O'Brien
- Philip Selway
- Thom Yorke

Personal addicional
- Nigel Godrich – producció, enginyeria, mescles
- Gerard Navarro – assistència producció, enginyeria addicional
- Graeme Stewart – enginyeria addicional